# Beachwood (New Jersey)
Beachwood è un comune (borough) degli Stati Uniti d'America nella contea di Ocean, nello Stato del New Jersey. 

## Storia
La località è stata ricavata da una parte del territorio del comune di Berkeley nel 1917.

## Società

### Evoluzione demografica
Al censimento del 2000 contava 10.375 abitanti, a quello del 2010 11.045.